# Fernando Gutiérrez Barrios
Fernando Gutiérrez Barrios (Alto Lucero, Veracruz; 26 de octubre de 1927-Ciudad de México, 30 de octubre de 2000) fue un militar y político mexicano, miembro del Partido Revolucionario Institucional. Fue gobernador de Veracruz de 1986 a 1988, secretario de Gobernación de 1988 a 1993 y senador de la República en 2000.
Inició su carrera en la política dentro del Ejército Mexicano, donde llegó al grado de capitán, pronto pasó a trabajar en la Dirección Federal de Seguridad, un organismo del gobierno mexicano dedicado a la seguridad nacional y los servicios de inteligencia. Llegó a ser titular de 1964 a 1970 durante el gobierno de Gustavo Díaz Ordaz, este organismo que manejaba la policía secreta del gobierno mexicano ha sido acusado desde su origen de ser el aparato represivo del régimen en contra de las organizaciones de oposición, particularmente contra los movimientos de izquierda, tanto políticos como armados que surgieron durante las décadas de 1960 y 1970.

## Primeros años
Nació en Alto Lucero, Veracruz, el 26 de octubre de 1927. Hijo de Fernando Gutiérrez Ferrer y de Ana María Barrios Bravo. Se educó en el Heroico Colegio Militar entre 1943 y 1949. En 1950 ingresó a las filas del Partido Revolucionario Institucional (PRI).

## Dirección Federal de Seguridad
En 1947 fue de los primeros agentes en incorporarse a la DFS, organismo creado por decreto por el presidente Miguel Alemán Valdés, donde fue escalando posiciones rápidamente; en 1952 fue jefe de Control Político y en 1954 ascendió a subdirector.

### Detención del joven Fidel Castro y de ErnestoCheGuevara
En 1956, mientras cumplía funciones de inteligencia como capitán, Gutiérrez Barrios detuvo personalmente al joven Fidel Castro y desmanteló una célula del Movimiento "26 de julio", que se preparaba para invadir Cuba. Esta información fue proporcionada al entonces presidente de México, Adolfo Ruiz Cortines, quién giró indicaciones para que fuera informado a través de la embajada cubana en México, por medio de su embajador al Gobierno de Fulgencio Batista y tuviera conocimiento de estos actos. Luego de días de interrogatorio y estudios realizados, Gutiérrez Barrios elaboró un informe titulado "Conjura contra el Gobierno de la República de Cuba", el cual describe con lujo de detalle toda la naciente organización de Fidel Castro en México. Este informe, actualmente desclasificado, reposa para consulta en el Archivo General de México y es pieza fundamental para el estudio de la Revolución Cubana. En meses posteriores, tanto Fidel Castro como Ernesto "Che" Guevara, quedarían en libertad plena porque no habían cometido delito en el país y zarparían desde México a bordo del Gramma del puerto de Tuxpan, Veracruz, hacia Cuba a seguir sus planes para derrocar a Batista. Tanto Fidel Castro como el Che Guevara, fueron humillados, golpeados, vejados y torturados por un personaje que años más tarde sería famoso y muy temido en México por tener la amistad y la protección de un presidente: Arturo "El Negro" Durazo.

### Batallón Olimpia y Tlatelolco 1968
Conformado por cerca de 2,000 elementos de diversas corporaciones del Gobierno Federal entre ellas la DFS, el Batallón Olimpia fue creado para salvaguardar los Juegos Olímpicos de México 1968, quedando bajo el mando del General Luis Gutiérrez Oropeza. El 2 de octubre de 1968, Gutiérrez Barrios estaba a cargo del operativo y el batallón respondía a sus órdenes como Director Federal de Seguridad.

## Gobernador de Veracruz
En 1986, el PRI lo postuló como candidato a gobernador de Veracruz, fue elegido y tomó posesión del cargo el 1 de diciembre de 1986, recibiendo la Gobernatura de Veracruz por parte de Agustín Acosta Lagunes. Sin embargo, solo ejerció el cargo dos años, por haber sido solicitado por el presidente electo Carlos Salinas de Gortari como Secretario de Gobernación, siendo sustituido por Dante Delgado, quien terminó su período por 4 años.
La renuncia en 1988 Fernando Gutiérrez Barrios de la Secretaría de Gobernación de Veracruz, se atribuye a la falta de confianza y al espionaje por parte del presidente Salinas de Gortari. Gutiérrez Barrios usaba una cápsula de vidrio para conversaciones telefónicas, sospechando que era espiado.

## Secretario de Gobernación
Fue designado Secretario de Gobernación por el nuevo presidente Carlos Salinas de Gortari, desde el cargo Gutiérrez Barrios trató de recomponer las relaciones del gobierno después de las crisis posterior a las elecciones de 1988, cuando se cayó el sistema frase emitida por Manuel Bartlett que en ese tiempo era Secretario de Gobernación del sexenio de Miguel de la Madrid y que daba como ganador de las elecciones presidenciales al ingeniero Cuauhtémoc Cárdenas, por el partido de oposición denominado Partido del Frente Cardenista de Reconstrucción Nacional. Fue titular de la Secretaría hasta el 4 de enero de 1993 cuando fue desplazado en favor de los nuevos políticos del régimen salinista y los siguientes 6 años permaneció alejado oficialmente de la política. Le sucedió el exgobernador de Chiapas Patrocinio González Garrido.

## Vientos de cambio en el PRI
En 1999 volvió a la política activa al ser nombrado por el PRI como su coordinador del proceso de selección del candidato a la presidencia para las elecciones de 2000, un proceso inédito en ese partido político que nunca había realizado unas elecciones primarias. A pesar de las acusaciones de falta de equidad pudo llevar a buen término el proceso con la elección como candidato de Francisco Labastida Ochoa, que sería derrotado en las elecciones presidenciales por el panista Vicente Fox Quesada terminando 71 años de gobierno priista. Fue postulado como candidato a senador por el Estado de Veracruz, resultando elegido aunque su partido fue derrotado por primera vez en esas elecciones del 2 de julio de 2000 rumbo a la Presidencia de la República.

## Polémicas

### Colaboración con la Agencia Central de Inteligencia
Documentos desclasificados de la CIA muestran que Fernando Gutiérrez Barrios era colaborador de la agencia con el nombre de Litempo-4, al igual que los presidentes de México, Gustavo Díaz Ordaz y Luis Echeverría Álvarez.
Gutiérrez Barrios jugó un papel importante en el esclarecimiento de los pasos de Lee Harvey Oswald en la Ciudad de México, donde había hecho estancia en su viaje a Cuba, previo al asesinato de presidente de los Estados Unidos de América, John F. Kennedy. Gutiérrez Barrios empleó todo su poder en la Dirección Federal de Seguridad para interrogar a mexicanos que habían estado en contacto con Oswald en México. El código Litempo era compuesto por el prefijo LI, que identificaba operaciones en México y Tempo, que identificaba al programa de relación entre la CIA y "altos funcionarios selectos" de México.

### Secuestro
En diciembre del año 1997, a las afueras de un famoso restaurante del centro de la Ciudad de México, un comando armado lo intercepta y lo priva de su libertad. En un inicio de su familia negó el suceso, y su personal mencionaba que estaba de vacaciones. Después fue saliendo a la luz pública el suceso con pocos detalles, estando al frente de las negociaciones estuvo Miguel Nazar Haro antiguo camarada de la D.F.S, no permitiendo la participación de cualquier otra institución de Estado Mexicano. El suceso estuvo rodeado de hermetismo, se especula los secuestradores pedían 10 millones de dólares como rescate, otros que fueron miembros del  Ejército Popular Revolucionario (EPR). finalmente fue liberado semanas después en misteriosas circunstancias y sin revelar el monto del pago

## Fallecimiento
Gutiérrez Barrios fue internado de emergencia el domingo por la mañana en el hospital Médica Sur e intervenido quirúrgicamente entre las cuatro y las cinco de la tarde, informó su cardiólogo Jaime Arriaga. El doctor explicó que Fernando Gutiérrez Barrios ingresó al hospital con sintomatología cardiovascular de un daño severo y extenso en las arterias coronarias, por lo que fue intervenido de urgencia. Sin embargo, su corazón no respondió a la operación y falleció a las 9:40 del lunes.
Arriaga Gracia informó que en la intervención quirúrgica intervinieron un equipo formado por 12 médicos especialistas para realizar trasplantes de arterias y sustituir a las coronarias obstruidas y con daño vascular severo para la realización de un Baipás coronario. El médico señaló que en el historial clínico del exfuncionario no había ningún antecedente de padecimiento cardiaco.
Después del homenaje póstumo, el féretro de Gutiérrez Barrios fue trasladado a la agencia funeraria Gayosso, donde fueron velados sus restos y fueron incinerados en el panteón Español. Sus familiares trasladarán las cenizas a Veracruz.
Inició su cargo como senador el 1 de septiembre de 2000 pero murió poco menos de dos meses después, el 30 de octubre del mismo año.